# هيلين تافت مانينج

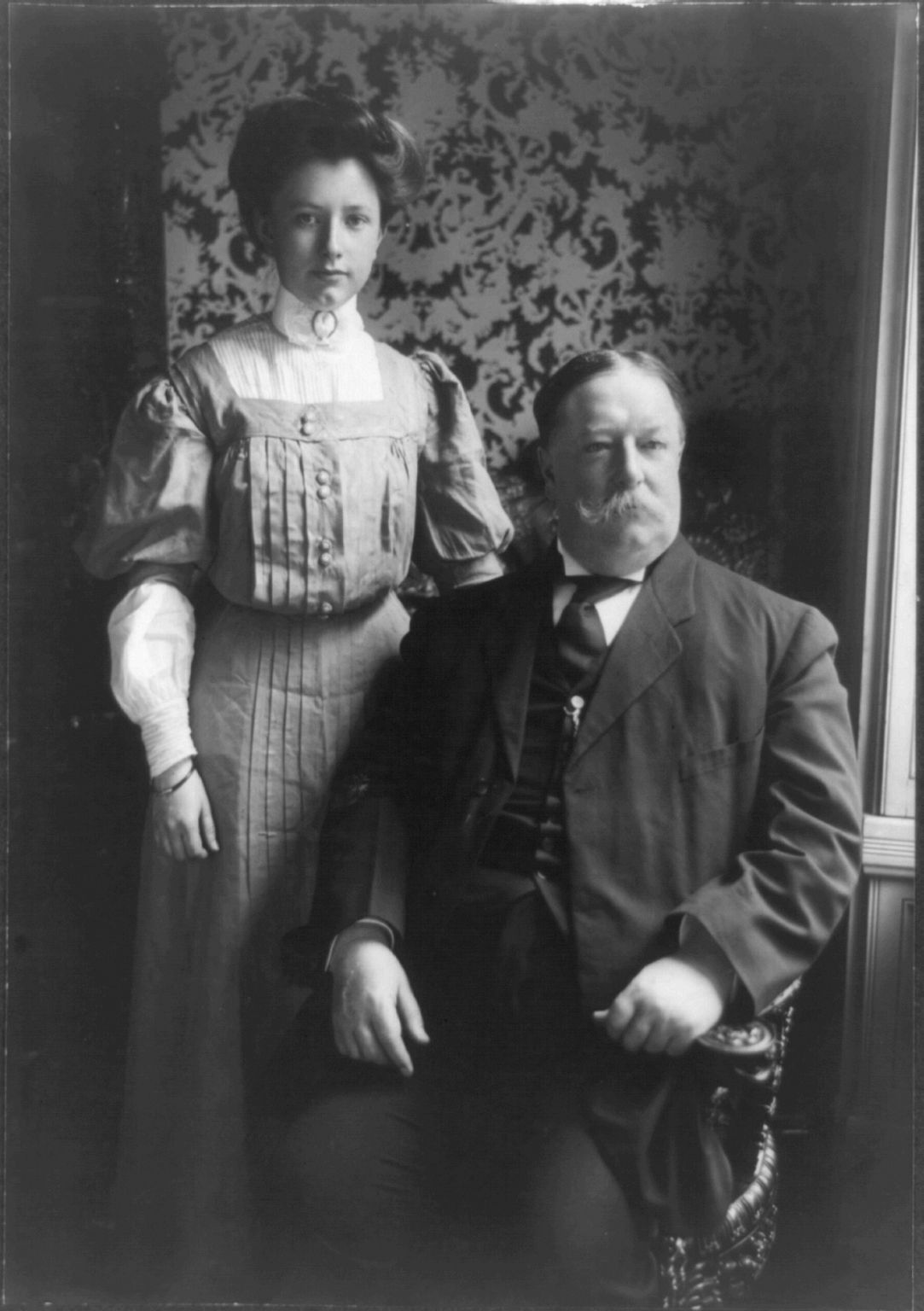
صورة لهيلين وهي تقف بجانب والدها الرئيس الأمريكي ويليام هوارد تافت.

يلين تافت مانينج (بالإنجليزية: Helen Taft Manning) (ولدت في يوم 1 أغسطس من سنة 1891 في سينسيناتي - توفيت في يوم 1 فبراير من سنة 1987 في فيلادلفيا). وهي ابنة الرئيس الأمريكي السابع والعشرين ويليام هوارد تافت. في سنة 1917 تولت هيلين تافت مانينج منصب عميد في كلية برين ماور في ولاية بنسلفانيا. في يوم 15 يوليو من سنة 1920 تزوجت هيلين تافت مانينج من أستاذ التاريخ في جامعة ييل فريدريك جونسون مانينج. توفيت تافت في سنة 1987 بعد معاناة من مرض ذات الرئة و دفنت في مقبرة كنيسة المخلص برين ماور في بنسلفانيا.

## المزيد
- تشارلز فيلبس تافت الثاني